# Ponderella ecomanufactia
Ponderella ecomanufactia är en kräftdjursart som beskrevs av Wilson och Keable 2004. Ponderella ecomanufactia ingår i släktet Ponderella och familjen Ponderellidae. Inga underarter finns listade i Catalogue of Life.